# Recyklovaný orchestr
Recyklovaný orchestr, známý též jako Landfill Harmonic Orchestra (španělsky Orquesta de reciclados de Cateura) je hudební těleso složené z mladých lidí, kteří vyrůstají na chudém předměstí Cateura paraguayského hlavního města Asunciónu. Řada jeho obyvatel zde žije přímo na obrovské skládce, na níž každý den přibývá 1500 tun odpadu a která je jednou z největších v celé Jižní Americe. Hudební nástroje mladých hudebníků jsou tak vytvořeny z nejrůznějších kusů odpadu, které zde její obyvatelé nalezli.
S houslemi, violoncelly, kytarami, kontrabasy nebo bubny, při jejichž výrobě se uplatnily např. plechovky od oleje nebo vyhozené příbory, Recyklovaný orchestr od roku 2002 již vystupoval na koncertech nejen v Jižní Americe, ale i ve Spojených státech a v Evropě.
Jedním z duchovních otců orchestru je Favio Chávez, který se do oblasti dostal jako technik v souvislosti s recyklací odpadu. Sám je hudebníkem, tak začal děti učit hrát na své nástroje. Ale zájemců bylo brzy příliš mnoho; proto zkusili vyrobit další nástroje z odpadu.
Na jaře 2014 je pozvala na své turné po jihoamerických zemích slavná americká metalová kapela Metallica.

## Ve filmu
V letech 2009–2013 byl o lidech žijících na skládce v Cateuře a jejich orchestru natočen dokumentární film s názvem Landfill Harmonic Movie.